# Muscolo obliquo superiore
Il  muscolo obliquo superiore  (o trocleare, perché impegna la struttura fibrosa detta troclea) è uno dei sei muscoli striati che consente il movimento del bulbo oculare.

## Origine ed inserzione
Origina dal contorno mediale del foro ottico e si dirige avanti sul tetto dell'orbita con un tendine che passa per la troclea, un piccolo anello fibrocartilagineo posto nell'angolo supero-mediale del tetto dell'orbita. Superata la troclea cambia direzione e si dirige lateralmente, inserendosi sul quadrante supero-esterno dell'emisfero posteriore del bulbo oculare per inserirsi sulla sclera, obliquamente e dietro l'equatore.

## Innervazione
È innervato dal nervo trocleare.

## Azione
L'azione di questo muscolo consiste nello spostare il polo posteriore del bulbo oculare in alto e mediamente permettendo così all'occhio di ruotare in basso (inferoversione) e lateralmente (extrarotazione).